# یانکوویتسه (شهرستان خژانوف)
یانکوویتسه (به لاتین: Jankowice) یک روستا در لهستان است که در گمینا بابیتسه واقع شده‌است. یانکوویتسه ۷۴۲ نفر جمعیت دارد.